# Parafia Zesłania Ducha Świętego w Abakanie
Parafia Zesłania Ducha Świętego w Abakanie – rzymskokatolicka parafia znajdująca się w Abakanie, w diecezji Świętego Józefa w Irkucku, w dekanacie krasnojarskim, w Rosji. Parafia obejmuje w całości Chakasję i Tuwę – łącznie 232 110 km².

## Historia
Katolicy pojawili się w Chakasji w XIX w. W latach 50. XX w., po zwolnieniu z łagrów, w Abakanie zamieszkał o. Walter Ciszek SI, który pracował na tutejszym lotnisku. W 1963 został wymieniony na sowieckich szpiegów i wyjechał do Stanów Zjednoczonych.
Wspólnota odrodziła się po upadku ZSRS. Od 1993 do Abakanu dojeżdżali księża. 29 czerwca 1994 zarejestrowano parafię. Początkowo msze święte odprawiane były w mieszkaniach prywatnych, a następnie w zakupionym dla potrzeb parafii mieszkaniu w bloku. Od sierpnia 2004 w Abakanie na stałe rezyduje kapłan katolicki. W 2005 zakupiono dom, w którym urządzono kaplicę. W latach 2011–2013 zbudowano kościół, który konsekrował 14 lipca 2013 biskup diecezji Świętego Józefa w Irkucku Cyryl Klimowicz.